# Euphorbia revoluta
Euphorbia revoluta är en törelväxtart som beskrevs av Georg George Engelmann. Euphorbia revoluta ingår i släktet törlar, och familjen törelväxter. Inga underarter finns listade i Catalogue of Life.

## Bildgalleri

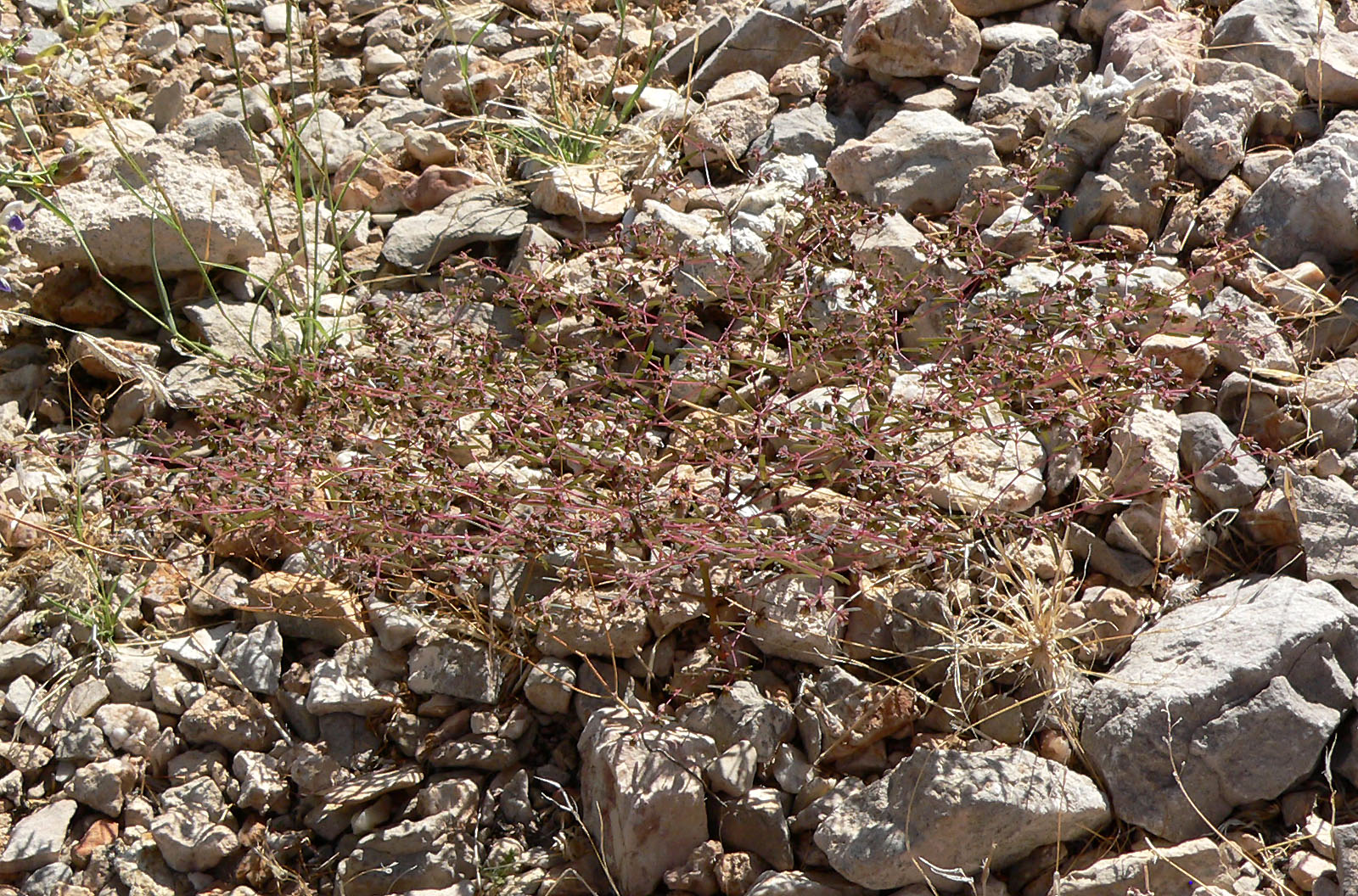
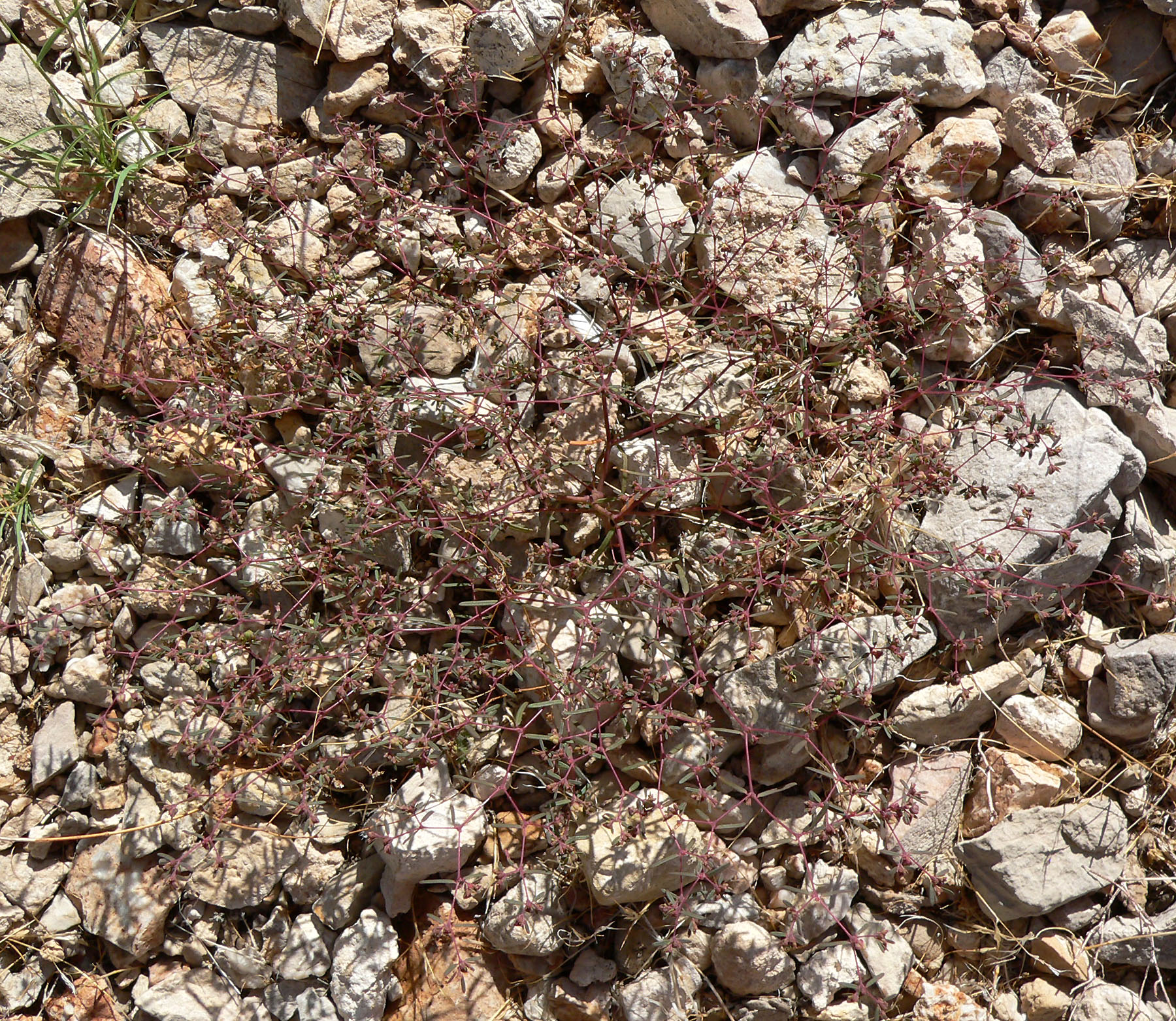
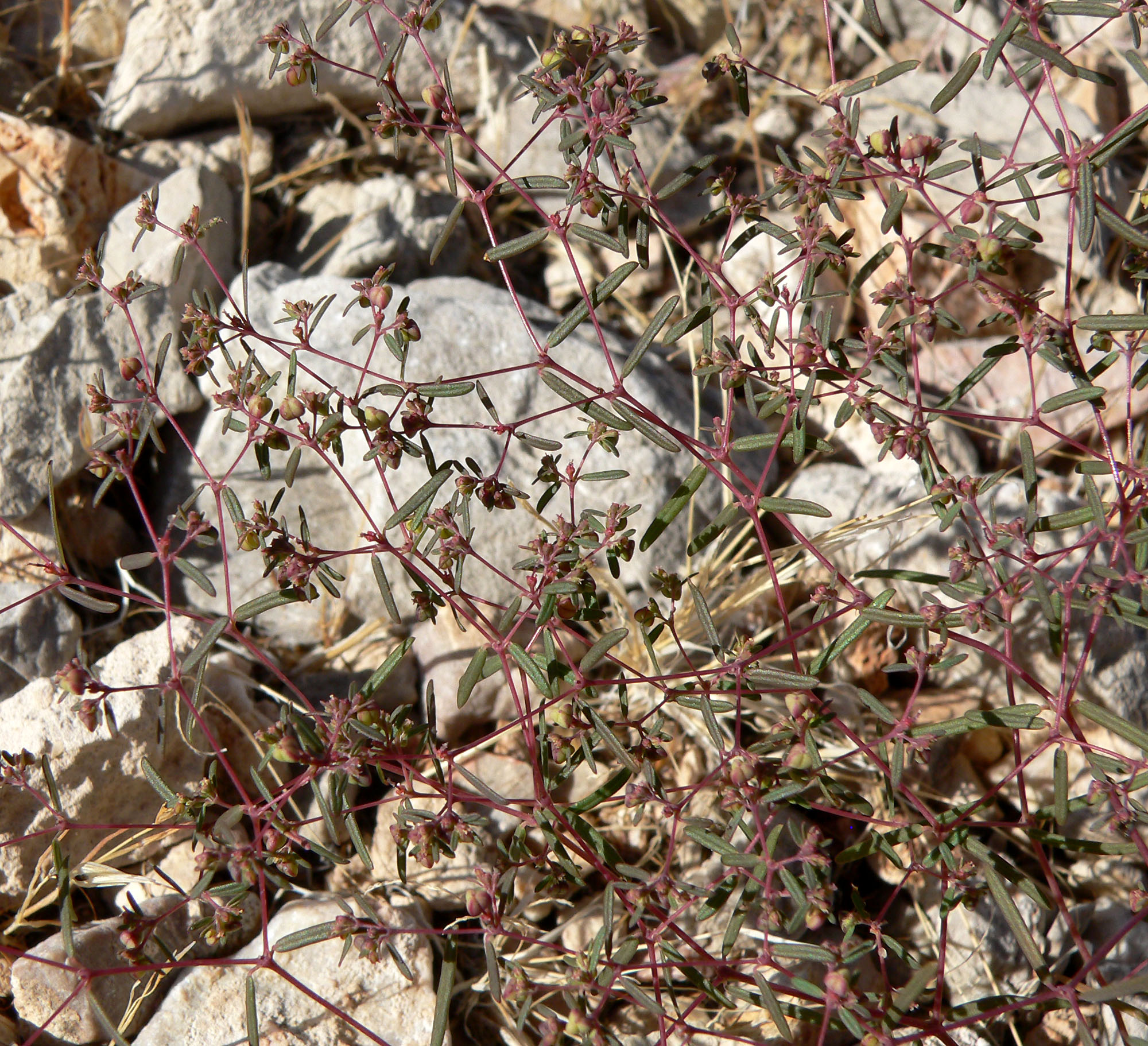
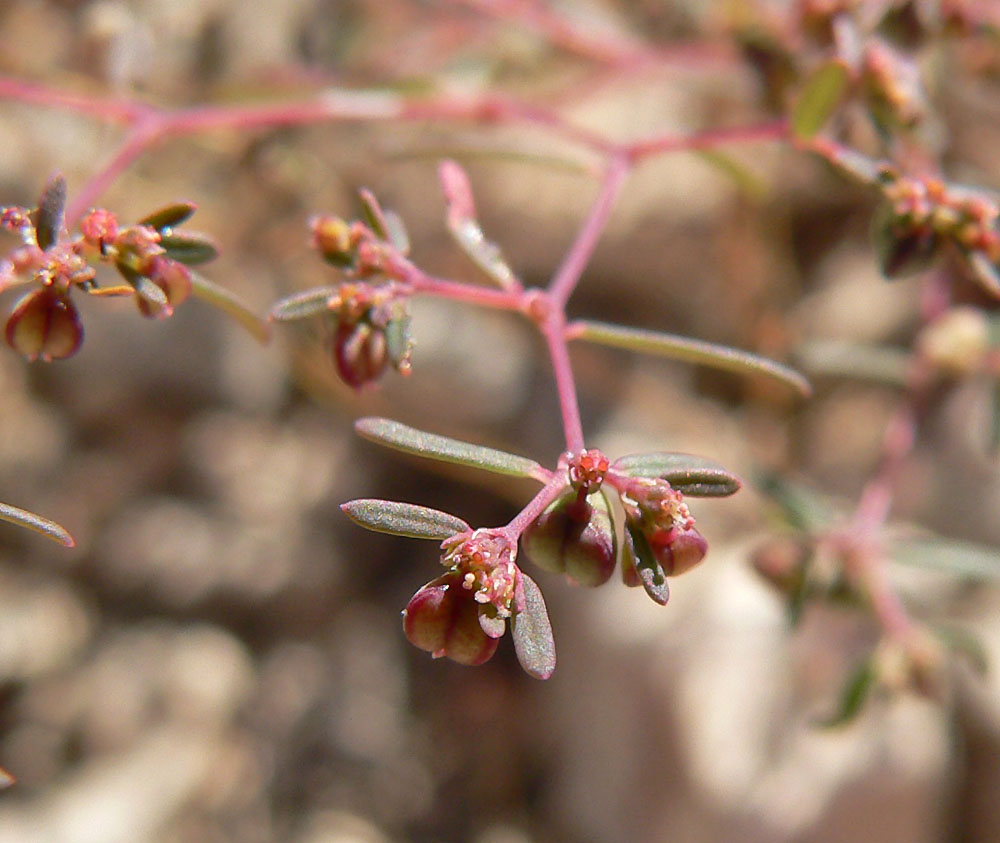
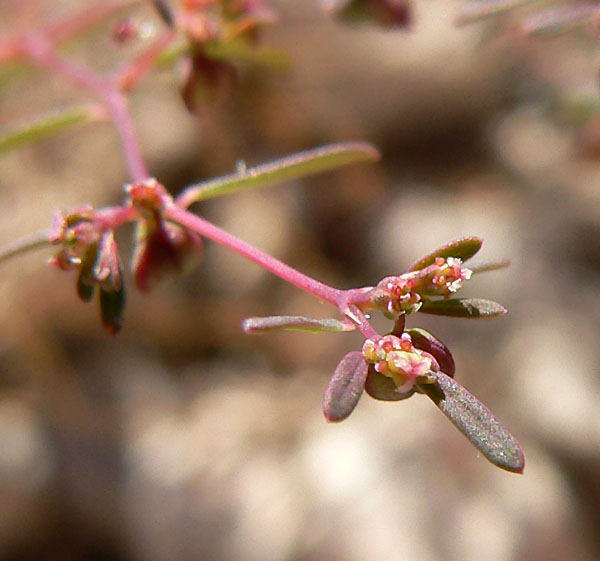
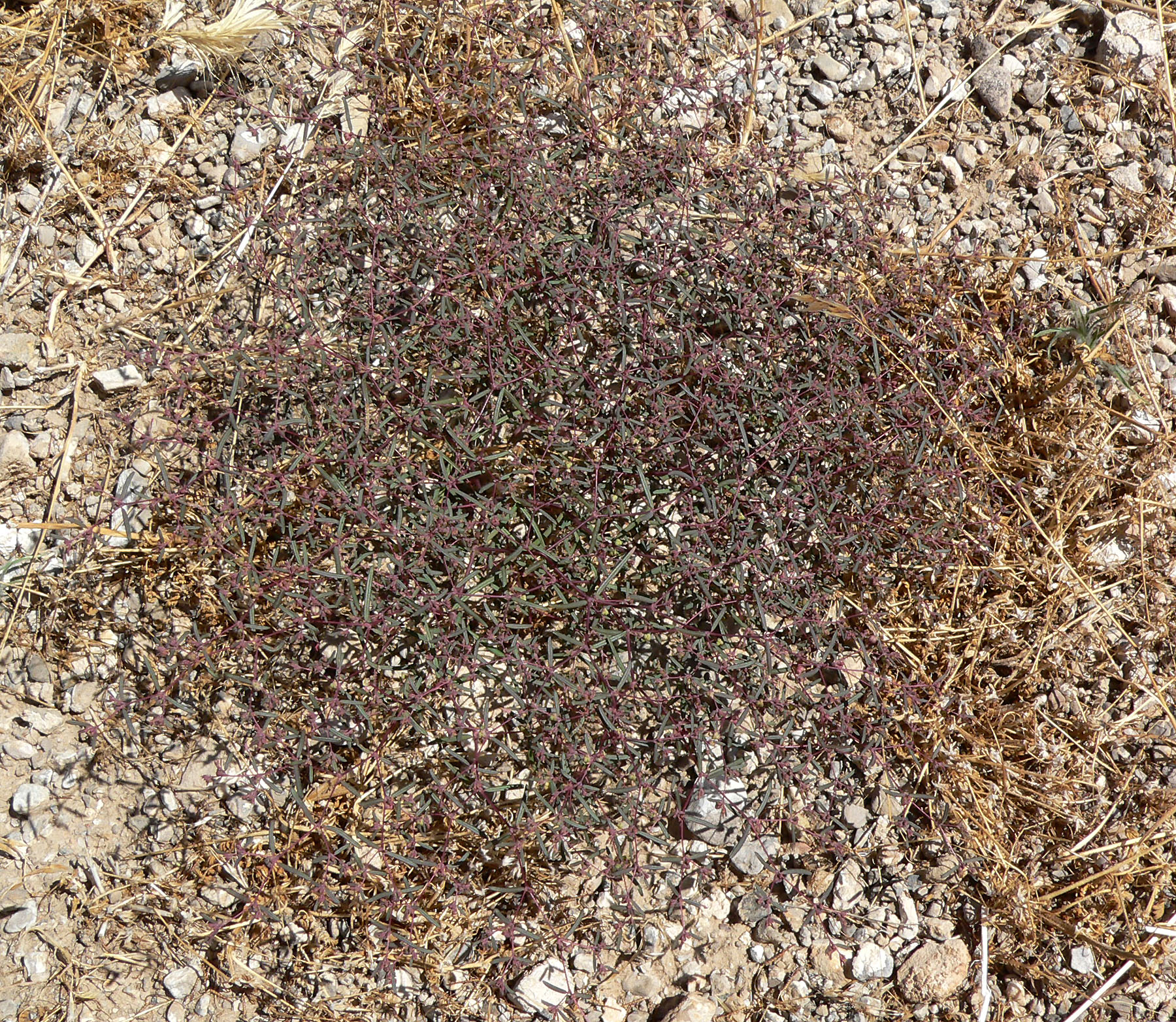